# مجاهدون أفغان

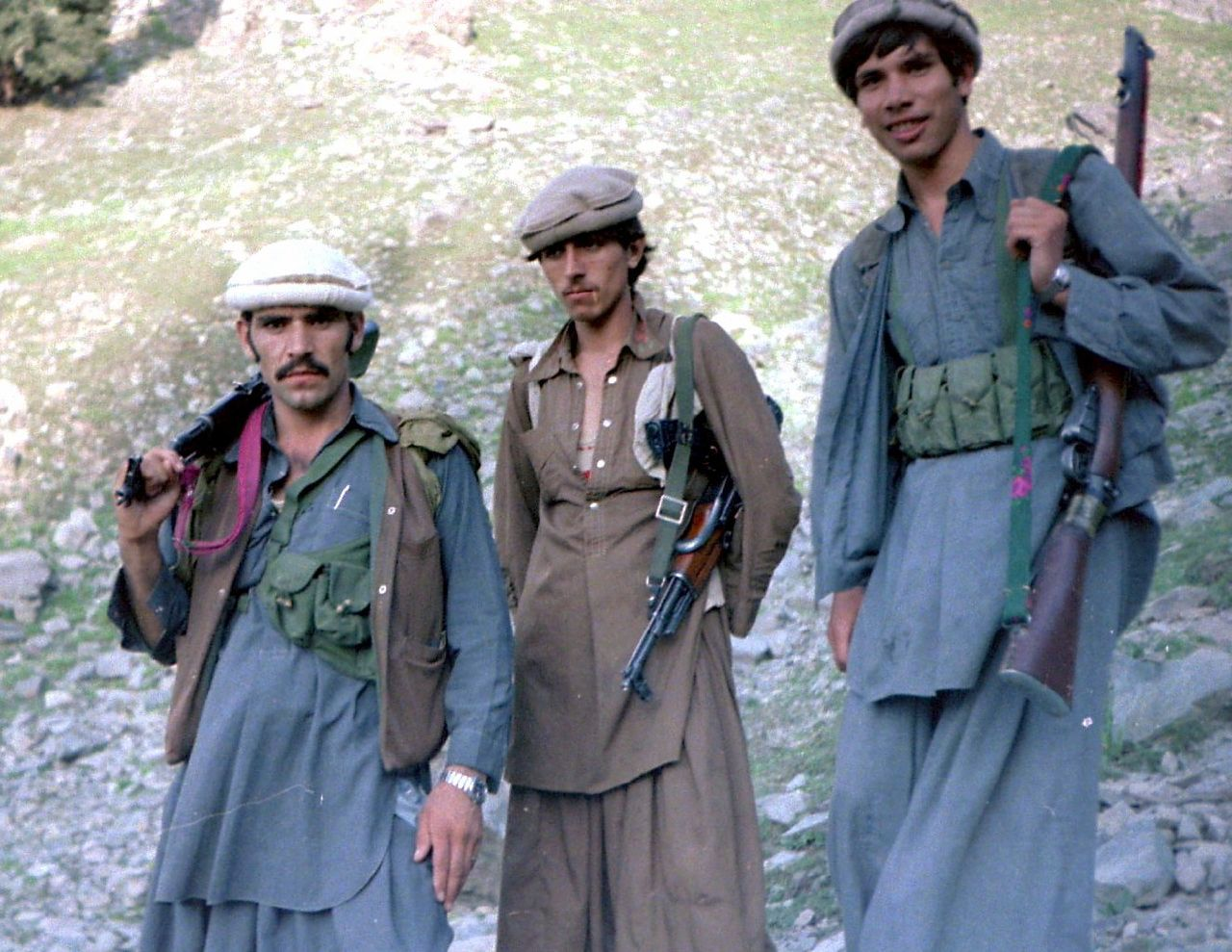
المجاهدون في ولاية كونار، أفغانستان، 1985.

المجاهدون في أفغانستان مجموعات متمردة إسلامية مسلحة مختلفة قاتلت ضد حكومة جمهورية أفغانستان الديمقراطية والاتحاد السوفيتي خلال الحرب السوفيتية الأفغانية والحرب الأهلية الأفغانية الأولى اللاحقة. يستخدم مصطلح المجاهدين في سياق ديني من قبل المسلمين للإشارة إلى أولئك المنخرطين في كفاح من أي نوع من أجل الإسلام، يشار إليه عادة بالجهاد. كان المجاهدون الأفغان يتألفون من العديد من الجماعات التي اختلفت عن بعضها البعض عبر خطوط عرقية أو أيديولوجية، لكنها كانت موحدة بأهدافها المناهضة للشيوعية والمؤيدة للإسلام. كما أشار مؤيدوهم الغربيون إلى الاتحاد على نطاق واسع على أنه المقاومة الأفغانية، بينما أشارت إليهم الصحافة الغربية في كثير من الأحيان على أنهم متمردون مسلمون أو رجال حرب عصابات أو "رجال جبال".
تم تجنيد وتنظيم مقاتلي المجاهدين الأفغان فور غزو الاتحاد السوفيتي لأفغانستان في عام 1979، في البداية من السكان الأفغان العاديين والمنشقين عن الجيش الأفغاني، بهدف شن صراع مسلح ضد كل من الحكومة الشيوعية للحزب الديمقراطي الشعبي الأفغاني، الذي تولى السلطة في ثورة ثور عام 1978، والاتحاد السوفيتي الذي غزا البلاد دعماً للأول. كان هناك العديد من الفصائل المختلفة أيديولوجياً بين المجاهدين، وأكثرهم تأثيراً هم الجمعية الإسلامية والحزب الإسلامي لقلب الدين حكمتيار. تم تقسيم المجاهدين الأفغان بشكل عام إلى تحالفين متميزين: الاتحاد الإسلامي السني الأكبر والأكثر أهمية ومقره باكستان، والاتحاد الإسلامي الشيعي الأصغر في إيران، وكذلك الوحدات المستقلة التي وصفت نفسها بـ "المجاهدين". تلقى تحالف باكستان مساعدة كبيرة من الولايات المتحدة (عملية الإعصار) والمملكة المتحدة وباكستان والمملكة العربية السعودية والصين، فضلا عن البلدان الأخرى والمانحين الدوليين من القطاع الخاص.
استمرت الوحدات الأساسية للمجاهدين في عكس الطبيعة اللامركزية للغاية للمجتمع الأفغاني والمواقع القوية للمجموعات القبلية البشتونية المتنافسة، والتي شكلت اتحادًا مع الجماعات الأفغانية الأخرى تحت ضغط مكثف من الولايات المتحدة والسعودية وباكستان. سعى التحالف للعمل كجبهة دبلوماسية موحدة تجاه المجتمع الدولي، وسعى للتمثيل في الأمم المتحدة ومنظمة المؤتمر الإسلامي. كما رأى المجاهدون الأفغان آلاف المتطوعين من دول إسلامية مختلفة يأتون إلى أفغانستان لمساعدة المقاومة. غالبية المقاتلين الدوليين جاءوا من العالم العربي، وأصبح يُعرف فيما بعد بالعرب الأفغان؛ أشهر ممول عربي ومتشدد للجماعة خلال هذه الفترة كان أسامة بن لادن، الذي كان العقل المدبر لاحقًا لهجمات 11 سبتمبر على الولايات المتحدة. انخرط مقاتلون دوليون آخرون من شبه القارة الهندية في أنشطة إرهابية في كشمير وضد ولايتي بنغلاديش وميانمار خلال التسعينيات.
خاض المجاهدون حربًا طويلة ومكلفة ضد الجيش السوفيتي، والذي تكبد خسائر فادحة وانسحب من البلاد في عام 1989، وبعد ذلك استمرت حرب المتمردين ضد الحكومة الأفغانية الشيوعية. استولى المجاهدون المتحالفون بشكل غير محكم على العاصمة كابل في عام 1992 بعد انهيار الحكومة التي تدعمها موسكو. ومع ذلك، فإن حكومة المجاهدين الجديدة التي شكلتها اتفاقيات بيشاور في أعقاب هذه الأحداث سرعان ما تمزقها الفصائل المتنافسة وأصبحت مختلة بشكل كبير. تصاعدت هذه الاضطرابات بسرعة إلى حرب أهلية ثانية، والتي شهدت انهيارًا واسع النطاق للمجاهدين الأفغان الموحد وظهور حركة طالبان المنتصرة، التي أنشأت إمارة أفغانستان الإسلامية بعد فترة وجيزة من السيطرة على معظم البلاد في عام 1996. ثم تمت الإطاحة بحركة طالبان في عام 2001، لكنها أعادت تجميع صفوفها واستعادتها في عام 2021.

## تاريخ

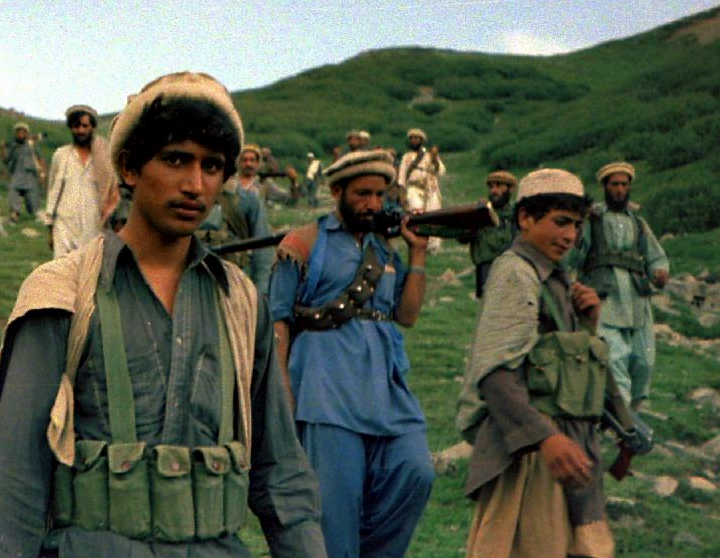
مجاهدون أفغانستان أو مجاهدين افغان

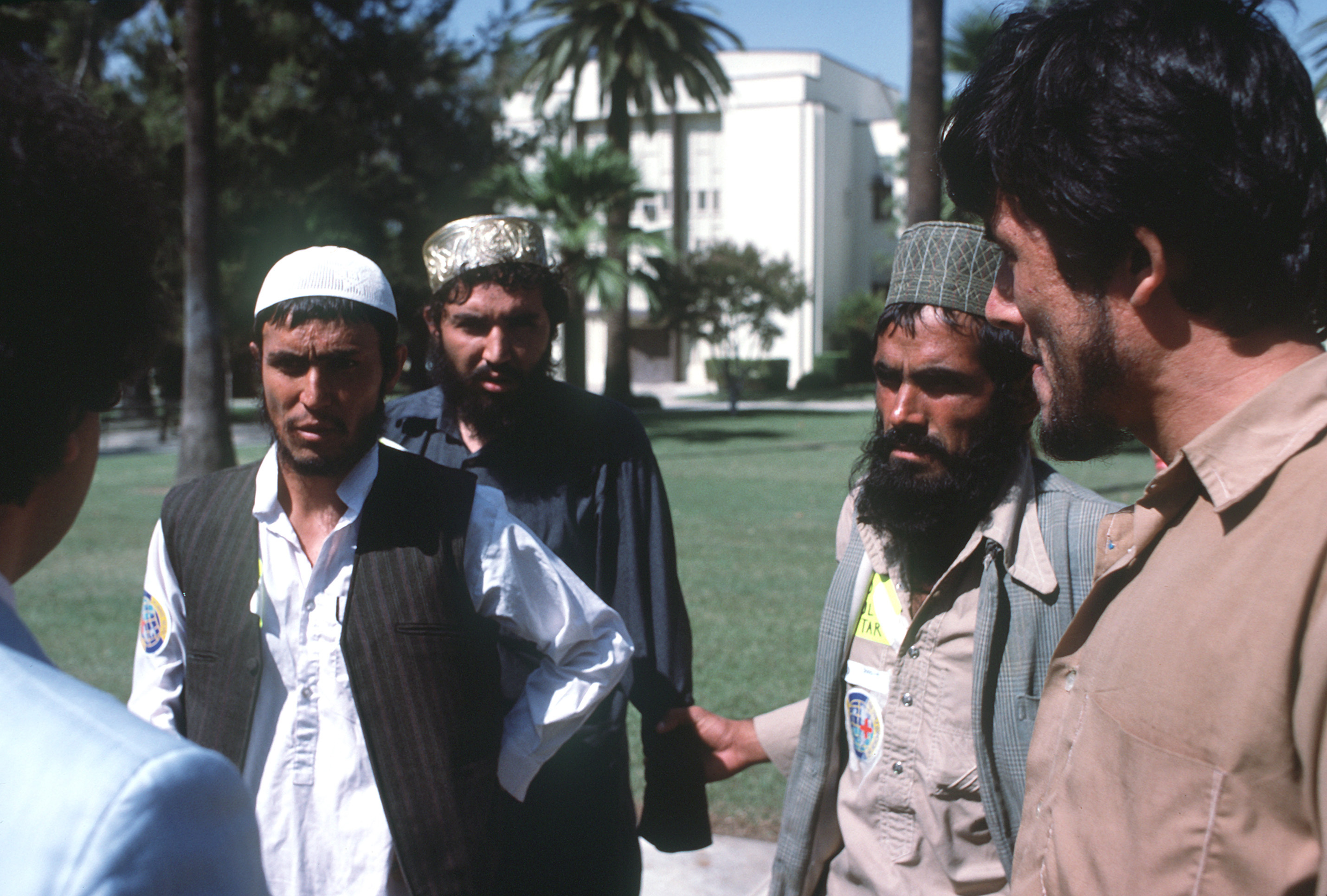
وصول المقاتلين الأفغان الجرحى إلى قاعدة نورتون الجوية بالولايات المتحدة لتلقي العلاج الطبي، 1986.

تشكلت مجموعات صغيرة من المقاومة في أجزاء من شرق أفغانستان بحلول خريف عام 1978، ولكن في أوائل عام 1979 تصاعد الموقف بسرعة لفتح تمرد. في وقت مبكر من 2 فبراير 1979، أفيد أن المنشقين الأفغان كانوا يتلقون تدريبات حرب العصابات عبر الحدود في باكستان. بلغ الصراع ذروته خلال تمرد هرات في مارس، حيث تمردت مجموعة غير منظمة من متمردي الجيش والمدنيين وأطاحت لفترة وجيزة بحامية المدينة. أعطت الحادثة والقصف الجوي اللاحق مؤشرات على حرب أهلية تلوح في الأفق. صبغت الله مجددي، زعيم التصوف الإسلامي، كان أحد القادة الأصليين لجماعة مسلحة منظمة مناهضة للحكومة. أنشأ منظمة تسمى جبهة التحرير الوطنية الأفغاني، وفي 25 مايو 1979 دعا إلى الدعم في مدينة نيويورك. أنشأ أيضًا شيخ احدي الطرق الصوفية أحمد جيلاني منظمة مقاومة خلال هذا الوقت، تسمى الجبهة الإسلامية الوطنية. شكل محمد النبي محمدي حركة الثورة الإسلامية (حركة الإنقلاب الإسلامي)؛ اشتهر بالاعتداء على اليساري البارز بابراك كرمال داخل مجلس النواب عام 1966. في 11 أغسطس 1979 شكلت جبهة التحرير الوطني الأفغانية مع ثلاث مجموعات أخرى ( الجمعية الإسلامية، والحزب الإسلامي، وحركة الثورة الإسلامية منظمة جديدة مقرها في بيشاور، باكستان، بهدف إقامة جمهورية إسلامية. كما نشطت حركات متمردة أخرى في جميع أنحاء البلاد، بما في ذلك قبائل الهزارة التي كان بها حوالي 5000 رجل اعتبارًا من أغسطس 1979.
كان هناك مجاهدون عريضون ككتلة سياسية بحكم الأمر الواقع منذ مايو 1979، عندما قررت الحكومة الباكستانية الحد من تدفق المساعدات المالية للمنظمات السبع المذكورة، وبالتالي قطع الإمداد النقدي عن جماعات المقاومة القومية واليسارية.
حولت العملية السوفيتية في ديسمبر 1979 الحرب الأهلية إلى حرب تحرير، وكان الجهاد (الحرب المقدسة) أكثر قوة من الإمبراطوريات الأفغانية السابقة التي قاتلت ضد البريطانيين والسيخ. باستثناء جيوب مؤيدي نظام جمهورية أفغانستان الديمقراطية، احتجت كل مجموعة اجتماعية ودينية وعرقية تقريبًا على العمل السوفيتي (على الرغم من إزاحتهم لنظام الحزب الديمقراطي الشعبي الأفغاني المستبد)، وحتى الأقليات الدينية من السيخ والهندوس الأفغان ساعدوا المجاهدين سراً. بعد نزوح الأفغان إلى باكستان في عام 1980، تم تشكيل ما يصل إلى 84 مجموعة مقاومة مختلفة في بيشاور. طالب اللاجئون الأفغان بتحالف للمقاومة مع جبهة موحدة للأنشطة العسكرية خلال اجتماعات في بيشاور عام 1980. واجتمعوا في عدة اجتماعات لويا جيرغا، بمن فيهم شيوخ القبائل والمجتمعات المحلية وأعضاء سابقون في البرلمان وقادة مجاهدون.(التجمع الكبير التقليدي) لتقوية المقاومة وتحرير أفغانستان من الاتحاد السوفيتي، وإسقاط نظام كابل، وإنشاء كتلة سياسية واحدة. شارك مجددي في هذه، وأصدر مجلس الجيرغا الأول قرارًا في 21 فبراير 1980. شكلت الجولة الأخيرة من الجيرغا في مايو 1980 المجلس الثوري الوطني الإسلامي ، برئاسة محمد عمر بابركزي كرئيس بالإنابة. ودعت إلى قيام جمهورية وطنية إسلامية وديمقراطية. أقنع الضغط قادة الجماعات الإسلامية ببذل محاولات التوحد. تم تشكيل تحالف من ثلاث منظمات إسلامية وثلاث منظمات معتدلة، الاتحاد الإسلامي لتحرير أفغانستان ، برئاسة عبد رب الرسول سياف. ومع ذلك لم يدم، مثل جماعة قلب الدين حكمتيار (الحزب الإسلامي قلب الدين) ثم انفصلت عنه الجماعات المعتدلة الثلاث. هؤلاء الثلاثة أقاموا اتحاد الثلاثة. أطلق الاتحاد الإسلامي فيما بعد على المجلس الثوري القبلي "العدو".
بسبب الانقسام، حاول شيوخ غرب أفغانستان عقد اللويا جيرغا، مشيرين إلى أن السياسات الحزبية فصلت الأفغان المقاومين. حذر الأصوليون من الأشخاص الذين يحضرون الجيرغا، لكن تم عقده بأمان في سبتمبر 1981 في بيشين، باكستان، ويتألف من شيوخ القبائل والعلماء وضباط الجيش. اقترح شيوخ من ننجرهار أن الملك الأفغاني السابق، محمد ظاهر شاه، سيكون "زعيمًا وطنيًا" مثاليًا في أي تحالف. لكن باكستان التي فضلت المقاومة الأفغانية المنقسمة كانت ضد عودة الملك السابق إلى أفغانستان، معتبرة إياها رمزًا للقومية الأفغانية البشتونية.

## مجموعات

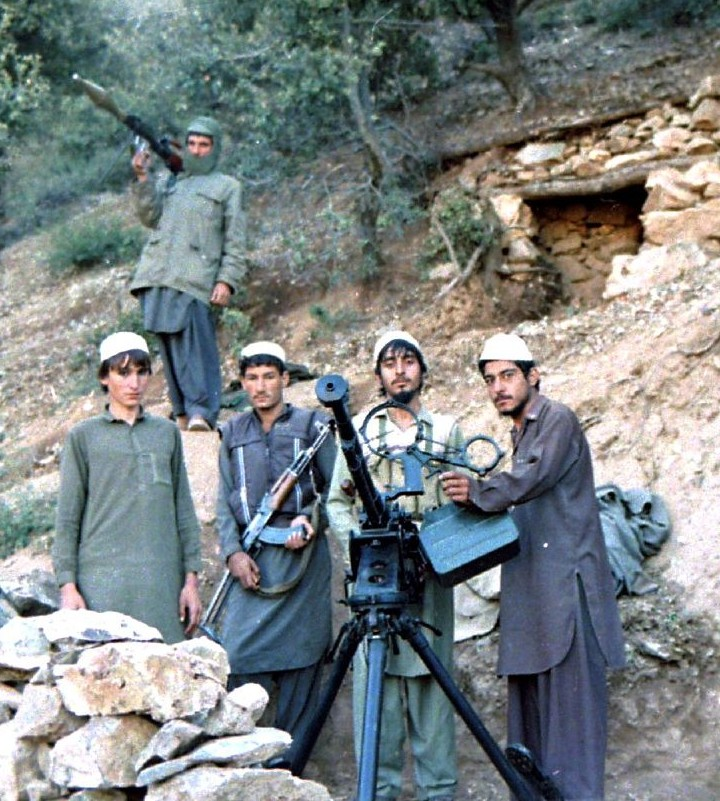
ولاية كنر مأوى الجمعية الإسلامية أكتوبر 1987.

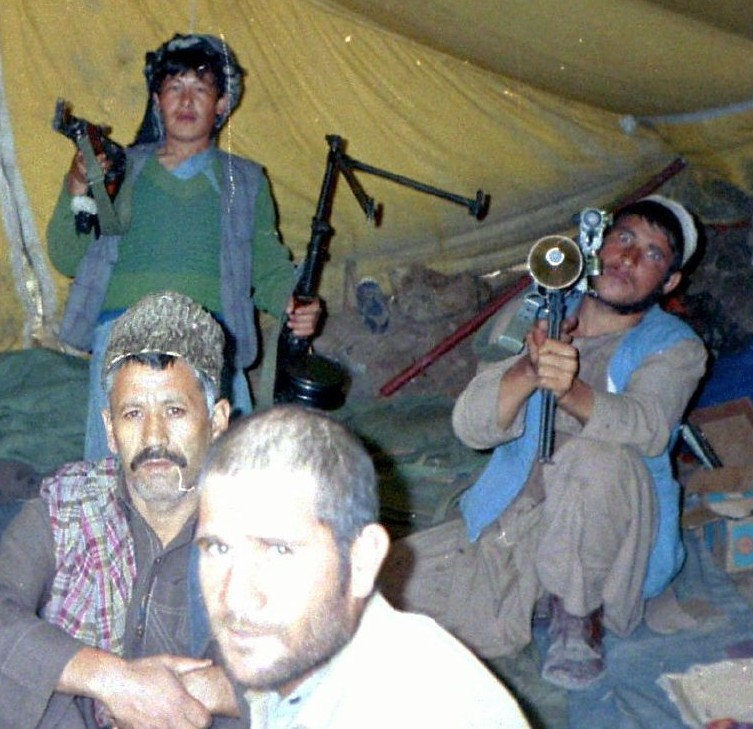
ولاية بكتيا 1984.

كانت هناك سبع مجموعات من المجاهدين الرئيسية على النحو المعترف به من قبل باكستان وحلفائها، ومقرها في بيشاور وأحيانًا تسمى تحالف بيشاور السبعة. كانوا يصنفون في كثير من الأحيان إلى الأصولية والتقليدية. كانت الفصائل الأصولية أقوى عسكريًا في الحرب.

### إسلامي سياسي
- الجمعية الإسلامية، وهي جماعة طاجيكية برئاسة برهان الدين رباني، أستاذ علم اللاهوت السابق في جامعة كابول، وتدافع عن دولة ثورية إسلامية شبه ديمقراطية - واحدة من أقوى فصائل المجاهدين
- الحزب الإسلامي، فصيل راديكالي معارض برئاسة قلب الدين حكمتيار الذي تمتع بأكبر قدر من تمويل *وكالة الاستخبارات الباكستانية، وتمويل المخابرات السعودية، وتمويل وكالة المخابرات المركزية الأمريكية؛ الأقوى تقليديًا في مناطق غلزائي البشتونية القبلية في الجنوب الشرقي - تهدف إلى إقامة دولة مماثلة لتلك التي أسسها ويقودها الخميني في إيران.
- الحزب الإسلامي (خالص)، فصيل منشق برئاسة عالم الدين محمد يونس خالص، وقاعدة أنصاره من غلزائي البشتون - فضل التعاون مع الفصائل الأخرى.
- الاتحاد الإسلامي ، فصيل يدعو إلى الوهابية ، بقيادة الأصولي عبد الرسول سياف وبتمويل من المملكة العربية السعودية ؛ أصغر من الأطراف الأخرى ، لكنها مؤثرة في التجنيد الدولي للجهاد.[10]

### التقليدي الأفغاني
- حركة الإنقلاب الإسلامي، فصيل بشتوني بقيادة محمد النبي محمدي ، وهو شخصية دينية وعضو سابق في البرلمان ، ويحظى بدعم قبائل البشتون في الجنوب.[11]
- جبهة التحرير الوطني (الأفغانية) ، بقيادة الطريقة الصوفية صبغت الله مجددي، وهي فصيل ملكي فضل عودة ملك أفغانستان المخلوع ظاهر شاه في دولة إسلامية تقليدية برلمانية. ديمقراطية؛ قيل إنها الأضعف عسكريا، على الرغم من أنها تتمتع بقائد محترم.
- الجبهة الإسلامية الوطنية في أفغانستان، أكثر فصائل المجاهدين علمانية وتأييدًا للغرب وليبرالية ، ترفض الشيوعية والأصولية الإسلامية ، وتلتزم بدلاً من ذلك بالقومية البشتونية والديمقراطية وعودة الملكية ؛ بقيادة سيد أحمد جيلاني ، شخصية إسلامية صوفية ، يدعمه عدد من زعماء القبائل

## الأيدولوجيا

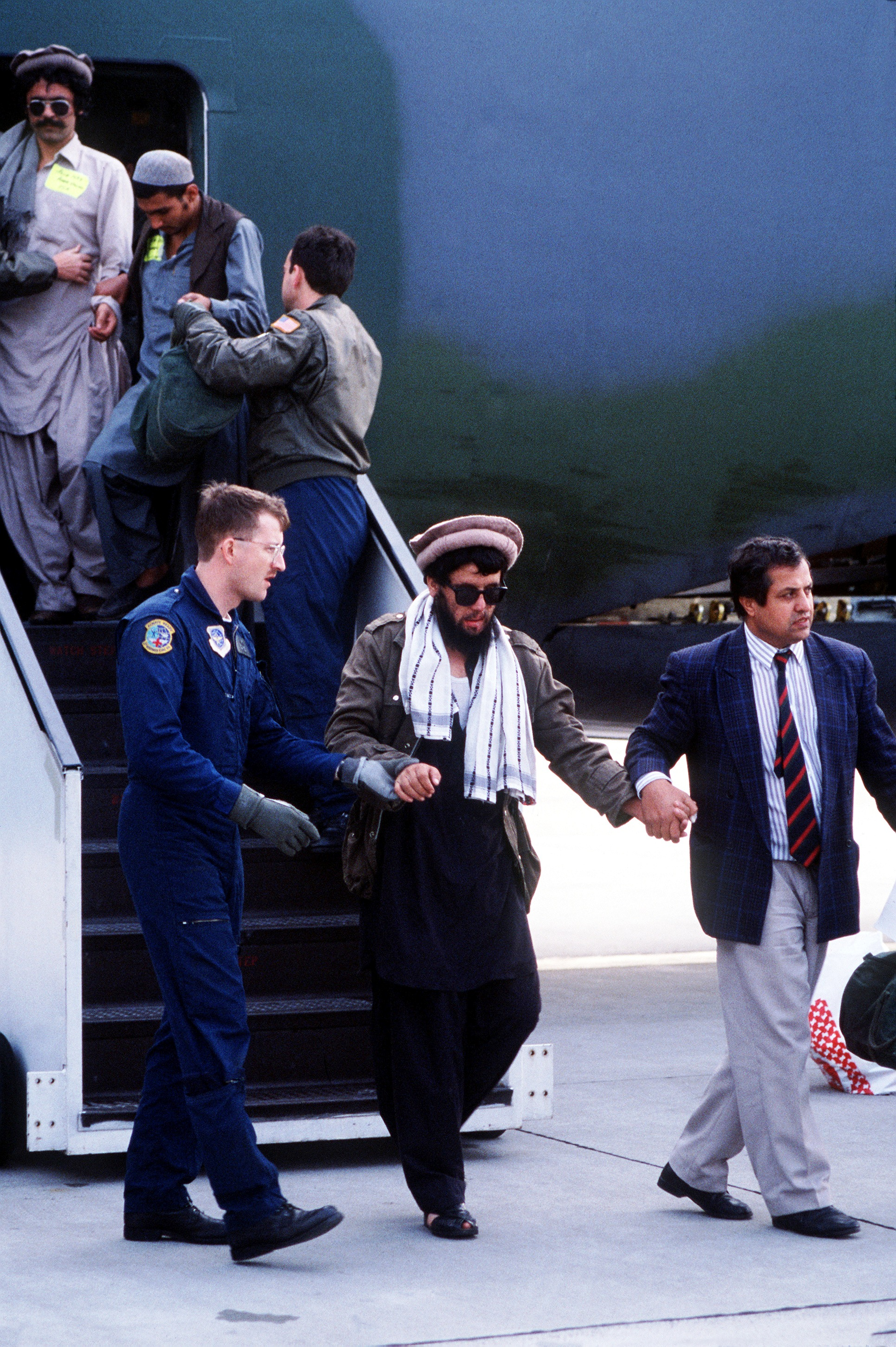
المجاهدون الجرحى في حرب أفغانستان يخرجون من طائرة أمريكية بعد رحلة إجلاء طبي. تم إجلاء 24 متمردا مصابا من إسلام أباد، باكستان، وسيتم نقلهم إلى مستشفيات في أوروبا والولايات المتحدة لتلقي العلاج الطبي المتبرع به.

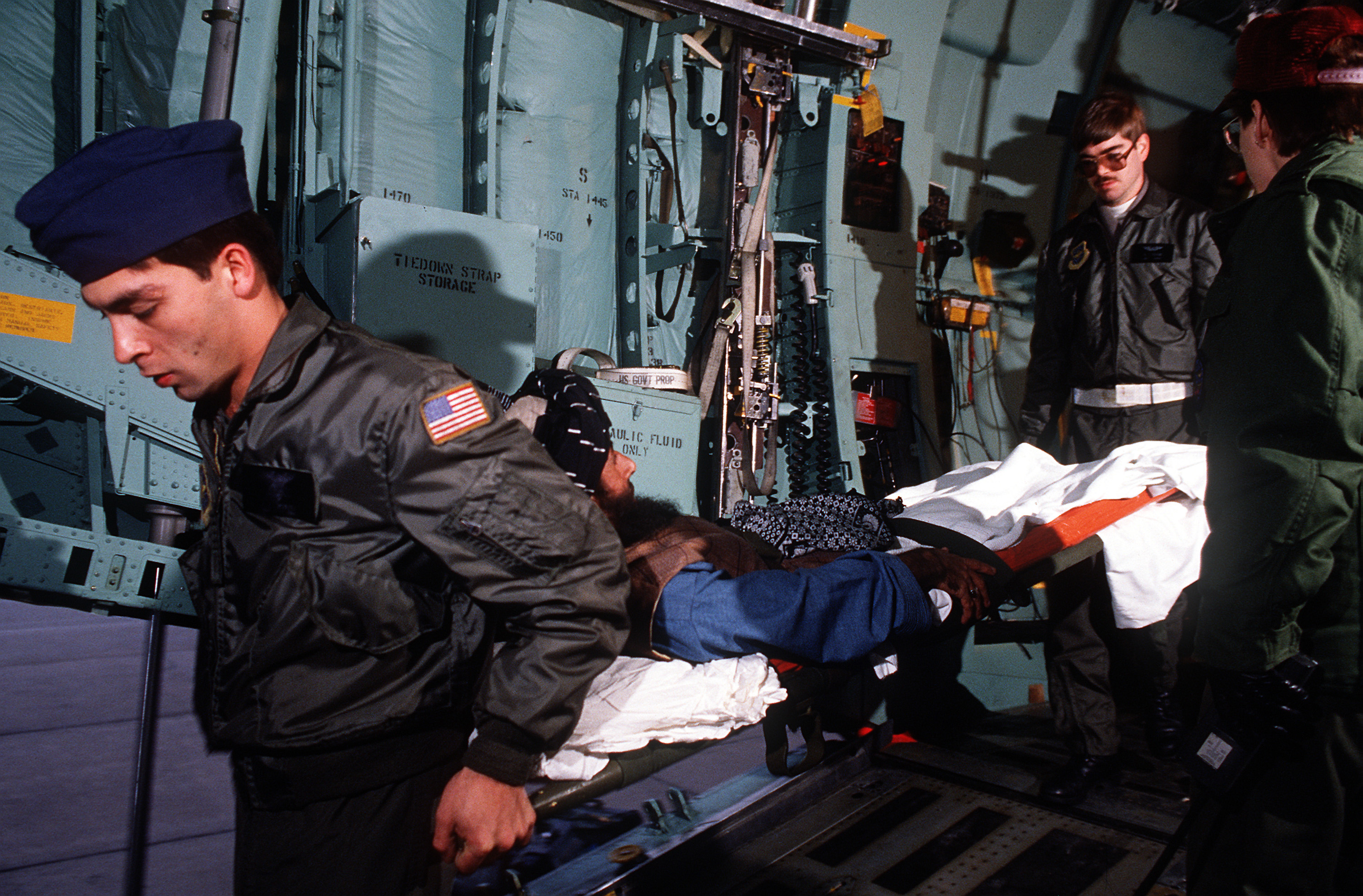
مسعفون من سرب الإخلاء الطبي الجوي الثاني يخرجون مقاتلي الحرية الأفغان الجرحى من طائرة سي-141 ستارليفتر يتم نقل المقاتلين من أجل الحرية إلى مركز فيسبادن الطبي بينما كانوا في طريقهم من باكستان إلى الولايات المتحدة لتلقي العلاج.

لم يكن المجاهدون الأفغان حركة موحدة. ظلت أحزاب المقاومة منقسمة بشدة على أسس عرقية وأيديولوجية وشخصية، على الرغم من الضغوط الداخلية والخارجية لتوحيدها. أفاد الصحفي الهولندي جيري فان دايك في عام 1981 أن المقاتلين كانوا يخوضون فعليًا حربين أهليتين: واحدة ضد النظام والسوفييت، والأخرى فيما بينهم. حزب قلب الدين حكمتيار - حزب الإسلامتم الاستشهاد به على أنه البادئ في الاشتباكات بين المجاهدين. على مر السنين، كانت هناك جهود مختلفة لإنشاء جبهة موحدة، لكنها كانت جميعها إما غير فعالة أو فشلت في وقت قصير. تمت تجربة ثلاث نسخ مختلفة على الأقل من "الوحدة الإسلامية للمجاهدين الأفغان"، ولم يستمر أي منها. كما فشل تشكيل الحكومة الأفغانية المؤقتة في عام 1988 في تعزيز الوحدة. بالإضافة إلى ذلك، فقد شمل فقط الجماعات المسلمة السنية المختارة التي وافقت عليها باكستان. واستُبعدت المجموعات الشيعية المدعومة من إيران والجماعات اليسارية الموالية للصين (المناهضة للسوفييت).
يعتقد زعيم المجاهدين محمد يونس خالص أن انعدام الثقة بين القادة المختلفين كان عاملاً للعديد من المنظمات المفككة.
.
-  إدوارد لاغورج، عامل إغاثة فرنسي في أفغانستان، 1988
كما تسببت قضية الملك المنفي محمد ظاهر شاه في انقسامات. تمتع ظاهر شاه بشعبية كبيرة بين اللاجئين الأفغان في باكستان. عارض كل من حكمتيار وخالص الملك بشدة ، بينما دعم جيلاني ومجددي ومحمدي تحالفًا مؤقتًا معه. في البداية كان رباني وسياف ضد دور للملك ، ثم غيروا رأيهم فيما بعد.
على الرغم من الثناء على المجاهدين الأفغان لشجاعتهم في مقاومة قوة عظمى، فإن الافتقار إلى الوحدة أظهر نقاط ضعف في حرب العصابات، مثل عدم وجود استراتيجية سياسية واضحة.
في محاولة لردع الاقتتال الداخلي وتطوير دولة بدائية فاعلة بحكم الأمر الواقع، أنشأ أحمد شاه مسعود شورى نزار في عام 1984، وهي فرع من فصيل الجمعية. تم إنشاء شورى نزار كمزيج عسكري - سياسي وتألف من هيكل منظم يتعامل مع الصحة والتعليم في المناطق التي تعمل فيها (شمال وشمال شرق أفغانستان).

### محاولات الوحدة
في عام 1981، شكلت الجماعات الإسلامية تحالفًا أوسع، اتحاد السبعة ، المكون من ثلاث مجموعات إسلامية، والتنظيم المشكل حديثًا بقيادة سياف، وثلاث مجموعات منشقة. لكن بقيت خلافات كثيرة بينهما. في عام 1985، وتحت ضغط من ملك المملكة العربية السعودية - الذي كان مانحًا رئيسيًا للمجاهدين - تم إنشاء تحالف أوسع، أطلق عليه اسم الوحدة الإسلامية للمجاهدين الأفغان (IUAM)، والذي يضم المجموعات الإسلامية الرئيسية الأربع وثلاث مجموعات معتدلة. كما أُطلق عليها اسم تحالف المجاهدين السبعة، وبيشاور السبعة ، والأقزام السبعة.
في عام 1989 تحت رعاية باكستان والمملكة العربية السعودية، تم تشكيل الحكومة الأفغانية المؤقتة (AIG) في باكستان بالتزامن مع انسحاب القوات السوفيتية من أفغانستان. برئاسة صبغت الله مجددي، مع عبد رب الرسول سياف كرئيس للوزراء، قدمت AIG نفسها كحكومة في المنفى ودولة شرعية قادمة بعد الانسحاب السوفيتي.

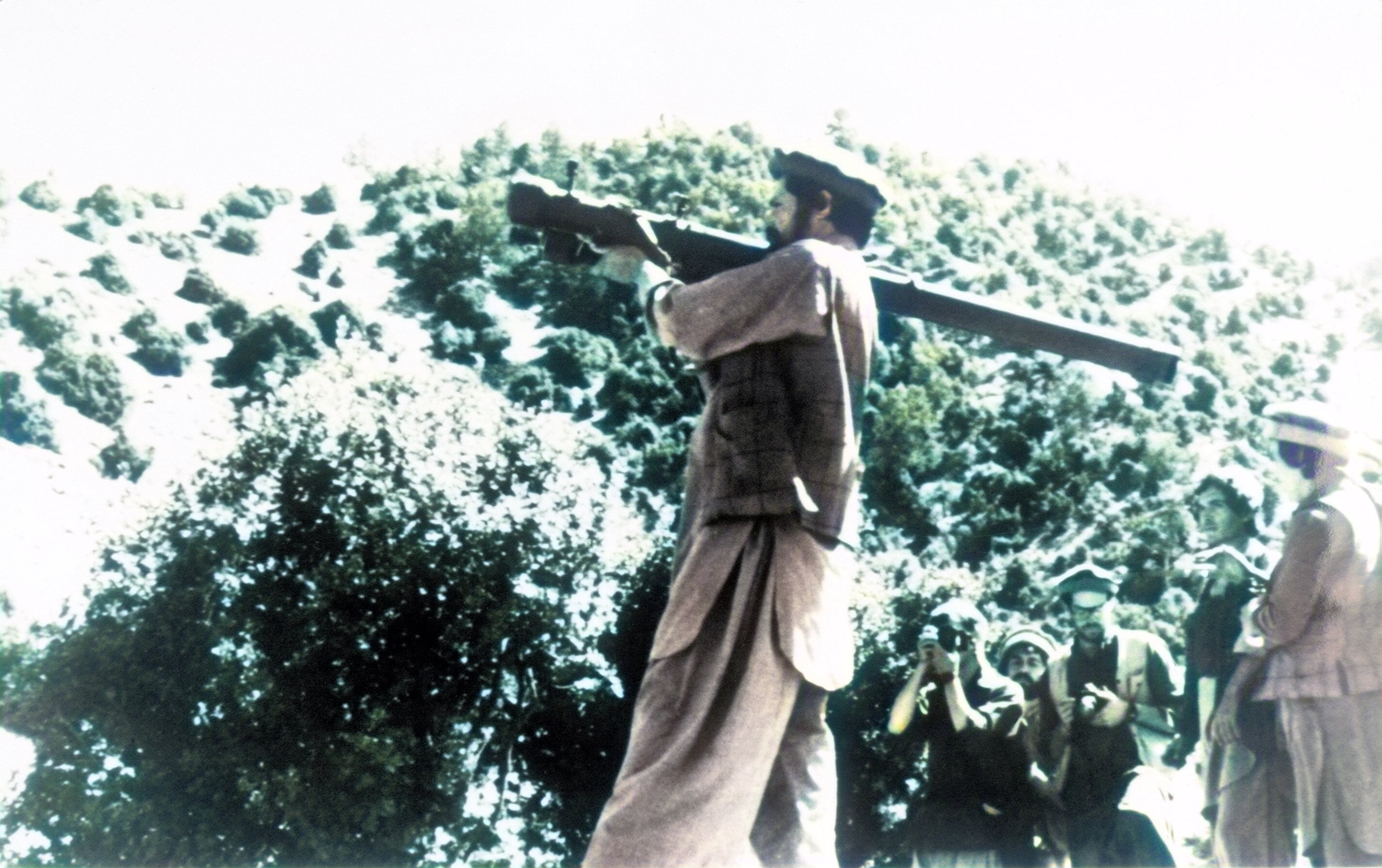
مجاهد أفغاني يوضح وضع صاروخ أرض-جو من طراز SA-7 السوفياتي.

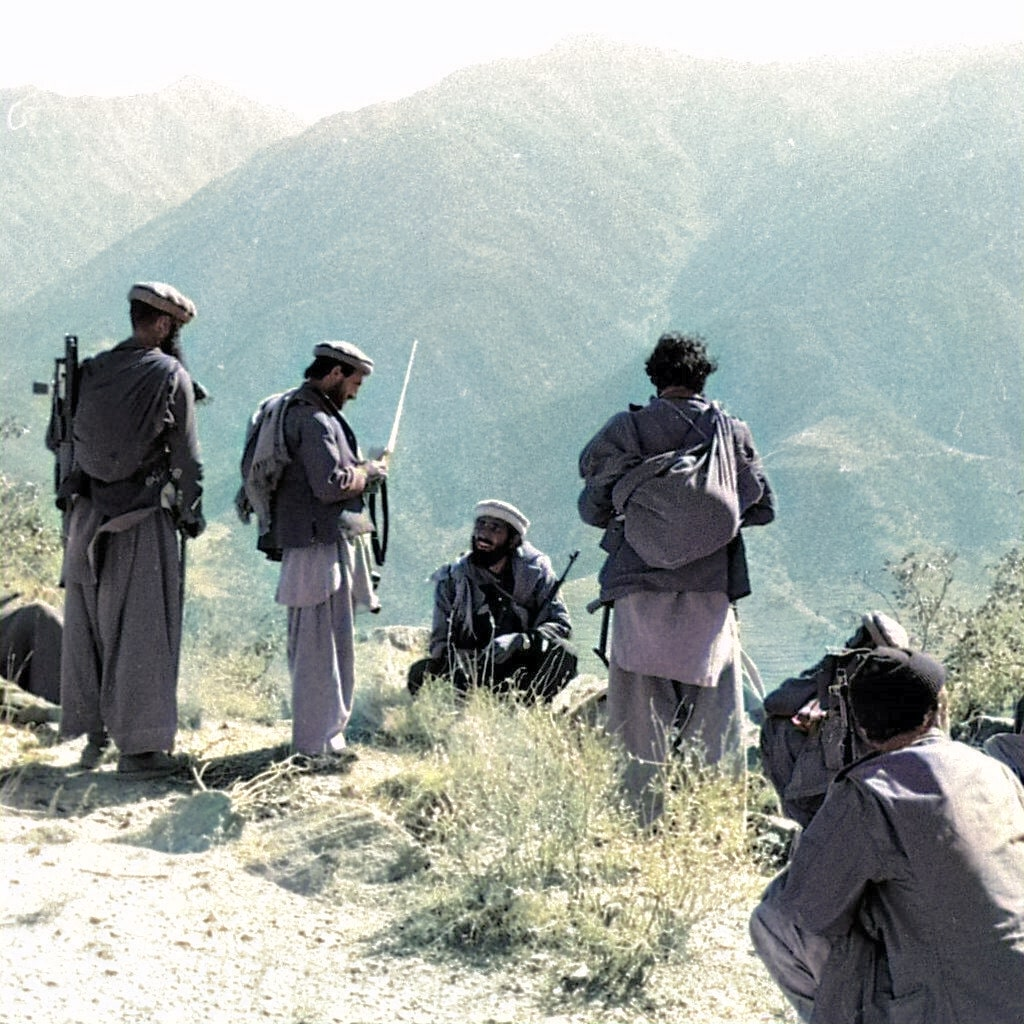
هجوم بقذائف الهاون على ثكنة شيغال تارنا، ولاية كنر.

### مجموعات المقاومة الأخرى

#### الجماعات الشيعية
كما عمل عدد من الميليشيات الشيعية، بشكل رئيسي في وسط أفغانستان التي يسكنها عرقية الهزارة. تم تقسيم هذه المجموعات أيضًا، بالمثل، فيما بينها. سيطرت جماعة شورى إنقلاب الاتفاق التي ينتمي إليها سيد علي بهشتي، وهي جماعة تقليدية، على الهزارة في البداية، لكن الجماعات الخمينية الموالية لإيران تحدتهم واستولت على المنطقة منهم. بحلول منتصف الثمانينيات ، كان أقوى هؤلاء هو سزمان نصر ، بينما كانت شورى إنقلاب الاتفاق بارزة فقط في ميدان وردك. اتحدوا باسم " ثمانية طهران"في عام 1987 (سميت بسبب الدعم الإيراني). في عام 1989 ، اندمج معظم هؤلاء في مجموعة واحدة ، حزب الوحدة .

#### الجماعات الماوية

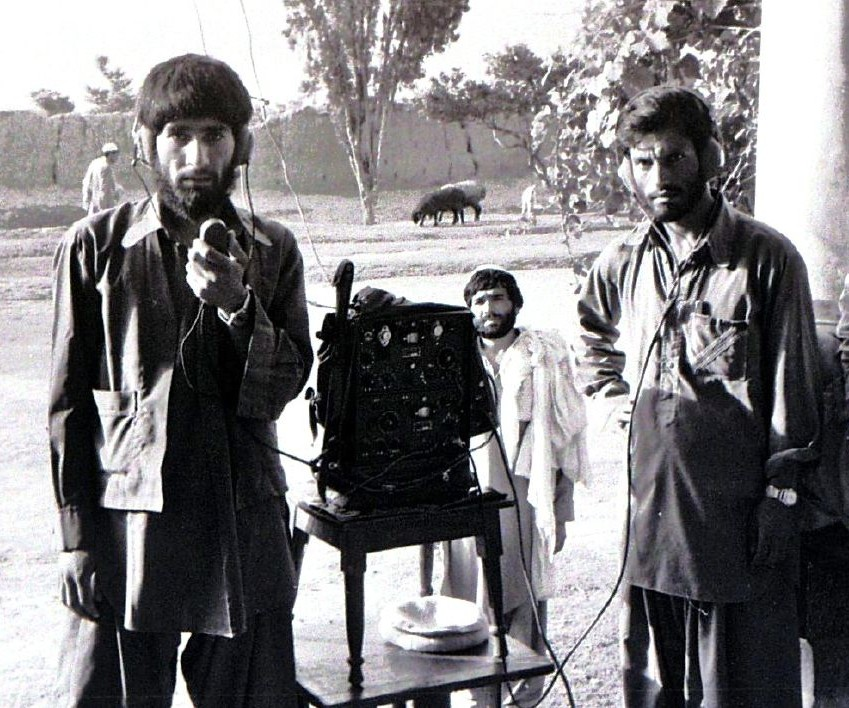
تواصل المجاهدين في موندا دير بخيبر بختونخوا في باكستان مع ولاية كونار الأفغانية.

أنظر أيضا: الانقسام الصيني السوفياتي
كانت هناك أيضًا ميليشيات ماوية قاتلت ضد السوفييت والنظام الأفغاني، بالإضافة إلى المجاهدين. كانوا في البداية منظمين بشكل جيد ونفذوا هجمات في كابول؛ ثم كان لدى الاستخبارات السوفيتية سياسة تطهير كابول من أي عناصر موالية للصين. كان الشك المعتدل من المخابرات الأفغانية كافيًا لوضع شخص ما في السجن من خلال اتهامه بأنه شيوعي موال للصين. جمهورية الصين الشعبية التي كانت داعمة للمجاهدين الرئيسيين المتمركزين في باكستان، كانت إما غير قادرة أو غير راغبة في مساعدة الماويين الأفغان. مجيد كلكاني، أحد الشخصيات البارزة وزعيم منظمة تحرير شعب أفغانستان (ساما)، أُعدم من قبل النظام الأفغاني في يونيو 1980. شارك أعضاء من شعلهٔ جاوید ("الشعلة الأبدية") في قتال الحكومة والمجاهدين (خاصة الحزب الإسلامي). اعتقلت حكومة بابراك كرمل العديد من أعضائها في يونيو 1981.

#### مجموعات أصغر
كان سيتام الملي فصيلًا صغيرًا منشقًا منذ فترة طويلة عن الحزب الديمقراطي الشعبي الأفغاني ومقره في مقاطعة بدخشان وقاتل ضد النظام والمجاهدين الآخرين. تم طردهم من وادي بنجشير من قبل مجاهدي مسعود في عام 1981. وبحلول عام 1983 بدا أن مقاومتها قد توقفت حيث بدا أنها انضمت إلى حكومة كارمل.
كما قاوم الحزب الديمقراطي الاجتماعي الأفغاني المعتدل، الذي تشكل في الستينيات، في الأيام الأولى للحرب. تم معاملتها على أنها منبوذة من قبل مجموعات المجاهدين المعترف بها في بيشاور. تعرضت فرقة حرب العصابات التابعة لها لأضرار جسيمة في سبتمبر 1980 بعد هجوم شنته قوات مجاهدي حكمتيار. قام النظام في كابول بتحييد وحدة ميليات الأفغانية في المدينة عام 1983.